# 장후영
장후영(張厚永, 1909년 3월 6일 ~ 1985년 11월 7일)은 일제강점기와 대한민국의 법조인이다.

## 생애
한성부 출신이다. 일제 강점기에 경성제국대학 법과와 일본의 도쿄 제국대학 법학부 대학원을 졸업했다. 교토 제국대학 대학원에서도 수학한 바 있다.
경성제국대학에 재학 중 고등문관시험 사법과에 합격하여 경성지방법원과 광주지방법원 등에서 판사로 일했다. 일본이 태평양 전쟁에서 패하고 물러간 뒤 미군정 법사국 법제부장을 역임했다.
이후 변호사로 일하면서 대한변호사협회 회장을 지냈고, 고등고시 법전편찬위원, 군법무관전형시험위원, 군법제편찬위원회 고문 등도 지냈다. 출판사인 법정사 사장을 맡아 월간 법률연구지인 《법정》을 발행하기도 했다.
4·19 혁명이 성공한 뒤 제2공화국에서 특별검찰부장으로 내정되었다가 반대가 심해 낙마하였다. 1970년에는 토지사기 등의 혐의로 지명수배된 일이 있다.
2008년 발표된 민족문제연구소의 친일인명사전 수록예정자 명단 중 사법 부문에 포함되었다.

## 역대 선거 결과
|  | 15.24% |

|  | 4.68% |

## 같이 보기
- 대한변호사협회

## 참고자료
- 장후영(張厚永) - 국사편찬위원회